# Setge d'Elna
El Setge d'Elna, entre el 22 i el 25 de maig del 1285, fou un dels episodis de la Croada contra la Corona d'Aragó declarada pel papa Martí IV i pel rei de França Felip III l'Ardit contra Pere el Gran per la seva intervenció en els afers sicilians en contra de la voluntat papal. Bona part de la població d'Elna fou assassinada i cremada dins la Catedral.

## Antecedents
El papa Martí IV, que havia succeït Climent IV, va declarar el rei Pere el Gran privat dels seus regnes a causa de la intervenció catalana a Sicília arran de les Vespres Sicilianes, i donà la investidura com a rei d'Aragó, rei de València i Comte de Barcelona el 27 d'agost del 1283 a Carles I d'Anjou, segon fill del rei Felip III de França, que va ser coronat a Paris el 27 de febrer del 1284.
Durant l'hivern del 1283, les tropes franceses ja havien pres la vall d'Aran i havien intentat una invasió pel Regne de Navarra travessant el Regne d'Aragó, però foren rebutjades, i Albarrasí, que donava suport al Regne de França, va ser conquerit i incorporat a la Corona d'Aragó.
Pere el Gran volia la col·laboració de Jaume II de Mallorca per establir la línia de defensa als castells del Rosselló i de la Cerdanya, i amb aquest fi el va retenir al seu palau de Perpinyà, però va escapar-se i unir-se als croats. Pere va haver de canviar la tàctica i va establir la defensa al Pirineu, especialment al pas natural del Coll de Panissars, mentre les tropes croades arribaven a Perpinyà procedents de Narbona a principis de maig i un estol de 100 naus es preparava a Cotlliure.

## La Batalla
L'exèrcit croat sortia de Perpinyà el 13 de maig en direcció al Pirineu, quan es va trobar una forta oposició a la ciutat d'Elna, que va demanar socors a Pere el Gran. El rei va enviar-hi Ramon d'Urtx amb trenta cavallers, però, en veure la desunió dels vilatans i copsar que no es deixaven aconsellar, van marxar.
La població del Rosselló que s'havia congregat a la ciutat va lluitar amb força contra els croats, i finalment es va refugiar a la catedral de Santa Eulàlia on fou exterminada per l'exèrcit croat, que a continuació va cremar la vila.
| «                                                                                            | Varen prendre la vila i van matar tots els homes i forçaren totes les dones que hi havia fins i tot sobre l'altar. Els francesos enderrocaren totes les cases, no hi quedà gairebé una pedra sobre l'altra, despullaren les esglésies i hi calaren foc, i cremaren tota la vila i després la deixaren estar. Partiren d'aquí tots junts amb gran goig i alegria | » |
| — Làpida erigida al jardi del claustre pels 700 anys de la massacre, a iniciativa de J. Vera | |   |

## Conseqüències
L'exèrcit català impedia l'avanç pel Coll de Panissars, situat a les muntanyes del Pirineu. Un mes després d'estar concentrat al Rosselló, l'exèrcit va creuar pel Coll de la Maçana.